# Tidskriftspriset
Tidskriftspriset är samlingsnamnet för ett antal utmärkelser som delas ut av branschorganisationen Sveriges Tidskrifter. Detta inkluderar Årets tidskrift. Även den relaterade Sveriges Tidskrifters Stora Pris (tidigare Tidskriftsakademins stora pris) brukar delas ut vid samma utdelningstillfälle.
Priserna delas oftast ut i samband med de årliga branschtillställningarna Tidskriftsdagen och Tidskriftsgalan.

## Föregångare
Priserna föregicks under 1990-talet av enstaka prisutdelningar och stipendier. 1995 fick Staffan Wennberg motta Årets Distributionsstipendium. Året efter tilldelades stipendiet till Bo Nästlund, Christer Jonsson, Jeanette Jensen, Cecilia Persson samt Malena Söderblom. 1996 delades Årets Fackpressbild ut till Jerker Andersson på Magasin Union.

## 2003
2003 års tidskriftspriser delades ut på Tidskriftsdagen den 21 oktober. Vinnarna fick 25 000 kronor vardera.
- Årets journalist – Christer Berglund
- Årets medierookie – Lawen Mohtadi
- Årets AD – Magnus Naddermier (Bon), Christoffer Wessel (Bon)
- Årets krönikör – Martina Haag, Elle och Mama
- Årets nykomling – Ruby
- Årets tidskrift - nya medier – Affärsvärlden, www.afv.se
- Årets tidskrift - populärpress – Sportmagasinet S
- Årets tidskrift - fackpress – Affärsvärlden
- Årets marknadsföringspris – Elle
- Årets medierådgivare – Thomas Juréhn, Mediaedge cia

## 2004
2004 års tidskriftspriser delades ut på Tidskriftsdagen den 26 oktober på Cirkus i Stockholm. Vinnarna fick 25 000 kronor vardera.
- Årets journalist – Annina Rabe, frilansjournalist BLM, Bon, Rodeo, Plaza
- Årets medierookie – Johanna Hallin, frilansjournalist Transition Magazine
- Årets AD – Joel Persson, Café Magazine
- Årets krönikör – Mats Strandberg, QX
- Årets nykomling – Outside
- Årets tidskrift - nya medier – www.dagensmedia.se
- Årets tidskrift - populärpress – Populär Historia
- Årets tidskrift - fackpress – Vårdfacket
- Årets marknadsföringspris – Ny Teknik
- Årets annons – Eurocard/SWE/Mediaedge:cia
- Årets skoltidskrift – En Spänn
- Årets medierådgivare – Louise Fallenius, Carat

## 2005[3]
- Årets tidskrift fackpress – Sportfack
- Årets tidskrift populärpress – PC Gamer
- Årets digitala tidskrift – ekonominyheterna.se (TV4 och Privata Affärer)
- Årets journalist – Birgitta Forsberg, Veckans Affärer
- Årets krönikör – Malin Siwe, Veckans Affärer
- Årets AD – Per Boström, Attention
- Årets medierookie – Gustav Morin, Båtnytt
- Årets skoltidskrift – HGY Magazine, Huddinge gymnasium
- Årets medierådgivare – Johan Emtefall, Initiative Universal Media
- Årets marknadsföringspris – Magazine King
- Årets nya tidskrift – Gringo Grande
- Årets annons –Volkswagen, King, Mediacom, Svensk Golf

## 2006[3]
- Årets tidskrift fackpress – Kommunalarbetaren
- Årets tidskrift populärpress – King Magazine
- Årets digitala tidskrift – gatbilar.se
- Årets journalist – Torbjörn Nilsson, Fokus
- Årets krönikör – Annika Sundbaum-Melin, Tove
- Årets AD – Kai Ristilä, Plaza Magazine
- Årets medierookie – Karin Kärneus, Stora & Små
- Årets skoltidskrift – Spångapressen, Spånga gymnasium
- Årets medierådgivare – Louise Fallenius, Carat
- Årets marknadsföringspris – Situation Stockholm
- Årets nya tidskrift – Tromb

## 2007
2007 års tidskriftspriser delades ut den 23 oktober på Cirkus i Stockholm. Vinnarna fick diplom samt 25 000 kronor vardera.
- Årets journalist – Urban Hamid, Fokus
- Årets medierookie – Katrine Kielos, frilansjournalist
- Årets AD – Angelica Zander, Vagabond
- Årets krönikör – Lena Larsson, Fokus
- Årets nykomling – Magasinet Existera
- Årets tidskrift - nya medier – hemmetsjournal.se
- Årets tidskrift - populärpress under 50 000 ex. – Tidningen Vi
- Årets tidskrift - populärpress över 50 000 ex. – Mama
- Årets tidskrift - fackpress under 50 000 ex. – Market
- Årets tidskrift - fackpress över 50 000 ex. – Chef
- Årets marknadsföringspris – Situation Sthlm
- Årets skoltidskrift 2008 – Frizon, Vimmerby gymnasium
- Årets medierådgivare – Patric Meyer, Maxus Communication
- Tidskriftsakademins stora pris – Magnus Bergmar, The World’s Children’s Prize for the Rights of the Child

## 2008
2008 års tidskriftspriser delades ut den 20 oktober på Tidskriftsgalan på Cirkus i Stockholm.
- Årets tidskrift populärpress under 50 000 ex. – Filter
- Årets tidskrift populärpress över 50 000 ex. – Allers[5]
- Årets tidskrift fackpress under 50 000 ex. – Affärsvärlden
- Årets tidskrift fackpress över 50 000 ex. – Lärarnas Tidning
- Årets tidskrift digitala medier – fokus.se / makthavare.se
- Årets omgörning – Byggnadsarbetaren
- Årets AD – Ola Carlson, Filter
- Årets journalist – Erik Almqvist, Filter
- Årets krönikör – Jonas Cramby, Magazine Café
- Årets genombrott – Christopher Friman, Filter
- Årets marknadsföringspris – Veckorevyn
- Årets medierådgivare – Anna-Karin Ström, Mediaedge:cia Göteborg
- Årets skoltidskrift 2008 – Cumulus
- Årets annonssäljare – Daniel Hamrin, Fokus
- Tidskriftsakademins stora pris – KB:s tidskriftsbibliografi Nya Lundstedt[6]

## 2009[7]
- Årets tidskrift populärpress under 50 000 ex. – Veckans Affärer
- Årets tidskrift populärpress över 50 000 ex. – Turist
- Årets tidskrift fackpress under 50 000 ex. – Utemagasinet
- Årets tidskrift fackpress över 50 000 ex. – Lärarnas Tidning
- Årets nya tidskrift – Eco Queen
- Årets tidskrift nya medier – VA.se
- Årets marknadsföringspris – Chic
- Årets journalist – Salka Hallström Bornold, Plaza Magazine
- Årets krönikör – Thomas Engström, Fokus
- Årets AD – Niklas Wendt, King Magazine
- Årets medierookie – Anton Gustavsson, Novell
- Årets skoltidskrift 2008 – Cumulus
- Årets medierådgivare – John Goliats, Mindshare
- Årets annonssäljare – Daniel Hamrin, Fokus
- Tidskriftsakademins stora pris – Anne Ramberg, generalsekreterare Advokatsamfundet

## 2010
2010 års tidskriftspriser delades ut den 20 oktober på Tidskriftsgalan på Cirkus i Stockholm.
- Årets journalist – Per J Andersson, Vagabond
- Årets annonssäljare – Anna Lund Jeppsson, Bonnier Tidskrifter
- Årets AD – Johan Blomgren, CAP & Design
- Årets krönikör – Cyril Hellman, Situation Stockholm
- Årets genombrott – Claes Lönegård, Fokus
- Årets oneshot – Vagabond Afrika
- Årets omgörning – Frihet
- Årets tidskrift digitala medier – dagensmedia.se
- Årets tidskrift populärpress under 50 000 ex. – Expo
- Årets tidskrift populärpress över 50 000 ex. – Veteranen
- Årets tidskrift fackpress under 50 000 ex. – Driva Eget
- Årets tidskrift fackpress över 50 000 ex. – Byggnadsarbetaren
- Årets marknadsföringspris – Dagens Samhälle
- Årets skoltidskrift 2008 – Spångapressen, Spånga gymnasium
- Årets medierådgivare – Karoline Olsson, Vizeum
- Tidskriftsakademins stora pris – KB:s tidskriftsbibliografi Nya Lundstedt[6]

## 2011[9]
- Årets tidskrift fackpress – Internationella Studier
- Årets tidskrift populärpress – Damernas Värld
- Årets digitala tidskrift – rodeo.net
- Årets innovativa satsning – Dagens Samhälle
- Årets omgörning – Resemagasinet Äventyr
- Årets AD – Johan Avedal, Bon Magazine
- Årets annonssäljare – Tove Åsell
- Årets genombrott – Madelene Engstrand Andersson, Filter
- Årets medierådgivare – Anki Kujansuu
- Årets skoltidskrift – Frizon
- Årets journalist – Anders Bengtsson, Offside
- Sveriges Tidskrifters Stora Pris – Amelia Adamo[10]

## 2012[11]
- Årets tidskrift fackpress – Fönstret
- Årets tidskrift populärpress – Modern Psykologi
- Årets digitala tidskrift – nöjesguiden.se
- Årets innovativa satsning – ELLEs Iphone-app
- Årets omgörning – Föräldrar & Barn
- Årets AD – Tomas Backelin, Dagens Samhälle
- Årets annonssäljare – Daniel Hamrin, Fokus
- Årets genombrott – Elin Kling, Styleby
- Årets medierådgivare – Frida Åberg, Starcom
- Årets skoltidskrift – Signerat Ung
- Årets journalist – Torbjörn Nilsson, Fokus
- Sveriges Tidskrifters Stora Pris – Stig L Sjöberg, grundare av Förlags AB Albinsson och Sjöberg, Bilsport (sedan 1975)[12]

## 2013[13]
- Årets tidskrift fackpress – Betong
- Årets tidskrift populärpress – Fokus
- Årets digitala tidskrift – chef.se
- Årets innovativa satsning – Nöjesguiden
- Årets omgörning – Föräldrar & Barn
- Årets omslag – Hemslöjd
- Årets AD – Johanna Jonsson, Vi Läser
- Årets annonssäljare – Ylva Sjölund, Aller Media
- Årets genombrott – Camilla Björkman, Driva Eget
- Årets medierådgivare – Maria Helldin, Starcom
- Årets skoltidskrift – Cumulus
- Årets journalist – Staffan Heimerson och Niclas Hammarström, Café
- Sveriges Tidskrifters Stora Pris – Kamratposten[14]

## 2014
2014 års priser delades ut på Tidskriftsgalan på Münchenbryggeriet i Stockholm.
- Årets tidskrift fackpress – Form
- Årets tidskrift populärpress – Svensk Damtidning
- Årets digitala tidskrift – dagenssamhalle.se
- Årets innovativa satsning – Chef, Battle of the numbers
- Årets omgörning – Mobil
- Årets omslag – Filter nr 39
- Årets AD – Nina Oja, Styleby
- Årets annonssäljare – Magdalena Egelin, Bonnier Tidskrifter
- Årets genombrott – Christian Geijer, Bonnier Tidskrifter
- Årets medierådgivare – Karoline Olsson, Vizeum
- Årets skoltidskrift – HGY Magazine
- Årets journalist – Birgitta Forsberg, Affärsvärlden
- Sveriges Tidskrifters Stora Pris – Mattias Göransson och Tobias Regnell, Offside press[17]

## 2015
2015 års priser delades ut på Tidskriftsgalan på Annexet i Stockholm.
- Årets tidskrift fackpress print – Pedagogiska magasinet
- Årets tidskrift populärpress print – Språktidningen
- Årets digitala tidskrift fackpress – Råd & Rön
- Årets digitala tidskrift populärpress – Kit
- Årets omgörning – Akademikern
- Årets omslag – Vi läser nr 3 2015
- Årets tidskriftsevent – Elle-galan
- Årets fotografi – Vi läser
- Årets journalist – Magda Gad, Café, Modern Psykologi och Tidningen Vi
- Årets AD – Anna Lundin, Forskning & Framsteg
- Årets annonssäljare – Helen Dahlberg, Egmont Publishing
- Årets medierådgivare – Ingela Urholm, Mediacom Göteborg
- Årets skoltidskrift – Cumulus, Åva Gymnasium
- Sveriges Tidskrifters Stora Pris – Ulf Stolt, Situation Sthlm

## 2016
2016 års priser delades ut på Tidskriftsgalan på Cirkus i Stockholm.
- Årets omslag – Blank Spot Project #0
- Årets digitala tidskrift fackpress – Hem & Hyra
- Årets tidskrift fackpress print – Sveriges Natur
- Årets tidskrift populärpress print – Frida
- Årets AD – Hanna Johansson, Tidningen Vi
- Årets omgörning – Funktion i fokus
- Årets tidskriftsevent – Bilsport Performance & Custom Motor Show
- Årets digitala tidskrift populärpress – Frida
- Årets journalist – Thomas Arnroth, Kit
- Årets mediesäljare – Filippa Helmersson, Bonnier Tidskrifter
- Årets medierådgivare – Anna-Karin Ström, MEC
- Sveriges Tidskrifters Stora Pris – Anders Andersson

## 2017
2017 års priser delades ut på Tidskriftsgalan på Cirkus i Stockholm.
- Årets omslag – Golf Digest nr 7 2016
- Årets digitala tidskrift fackpress – Breakit
- Årets tidskrift fackpress print – Svensk Polis
- Årets tidskrift populärpress print – Bamse
- Årets AD – Agnes Dunder
- Årets omgörning – Resumé
- Årets tidskriftsevent – Vinnare: Vi:s Litteraturbåt
- Årets digitala tidskrift populärpress – Travronden
- Årets journalist – Emil Persson, Café
- Årets mediesäljare – Ida Lindström, Bonnier Magazines and Brands
- Årets medierådgivare – Nike Bergström, Mindshare
- Sveriges Tidskrifters Stora Pris – Sofia Wadensjö Karén, Tidningen Vi
- Årets utvecklare – Utvecklingsteamet för Chef
- Årets hederspris – Brita Bülow

## 2018
2018 års priser delades ut på Tidskriftsgalan på Cirkus i Stockholm.
- Årets omslag – Fokus nr 19 2018
- Årets digitala tidskrift fackpress – Chef
- Årets tidskrift fackpress print – Ottar
- Årets tidskrift populärpress print – Filter
- Årets AD – Jenni Carström, Filter
- Årets omgörning – Hundsport
- Årets tidskriftsevent – Elle Decoration Swedish Design Awards 2018
- Årets digitala tidskrift populärpress – The Local
- Årets journalist – Matilda Gustavsson, DN Lördag
- Årets mediesäljare – Ida Antebro, Aller Media
- Årets utvecklare – Utvecklingsteamet för KIT Story Engine
- Årets grepp –  ”Det här får de inte på banken”, Kommunalarbetaren
- Årets skoltidskrift – Latin Lover
- Sveriges Tidskrifters Stora Pris – Patrik Hadenius

## 2019
2019 års priser delades ut på Tidskriftsgalan på Cirkus i Stockholm.
- Årets omslag – Filter februari/mars-2019
- Årets digitala tidskrift fackpress – Arkitektur
- Årets tidskrift fackpress print – Hemslöjd
- Årets tidskrift populärpress print – ICON Magazine
- Årets AD – Lotta Bergendal, Coop Mer Smak
- Årets omgörning – Företagshistoria
- Årets tidskriftsevent – Litteraturbåten
- Årets digitala tidskrift populärpress – Hänt
- Årets journalist – Yasmine Winberg & Julia Lundin, Resumé
- Sveriges Tidskrifters Stora Pris – Olle Aronsson & Stefan Lundell, Breakit
- Årets utvecklare – Utvecklingsteamet för Breakits kundlycka
- Årets grepp – #spelstopp, Offside
- Årets skoltidskrift – Åssit

## 2020[5]
- Årets AD – Nina Oja, ELLE
- Årets affärsutveckling – Försäljningen av Faktum Novell, Faktum
- Årets event – Breakit24live, Breakit
- Årets granskning – Svarthandeln inifrån, Hem & Hyra
- Årets grepp – Mohammads dagbok från Kabul, Blankspot
- Årets journalist – Irena Pozar, VeckoRevyn
- Årets kampanj – Lifestylegruppen Bonnier News arbete med Le Gruyère AOP
- Årets ljud & rörligt – Sista Slaget, Allas.se
- Årets omslag – Mama nr 7 2019
- Årets Rising Star – Catherine Edwards, The Local
- Årets skoltidskrift – The Rydberg Tribune, Victor Rydbergs gymnasium
- Årets tidskrift fackpress – Hem & Hyra
- Årets tidskrift populärpress – Allas.se
- Sveriges Tidskrifters Stora Pris – Tidningen Land

## 2021[5]
- Årets design – Carl Anders Skoglund, Hemslöjd
- Årets granskning – Fallet Nathalie av Anton Andersson, Handelsnytt
- Årets grepp – Shift, Breakit i samarbete med Bling
- Årets journalist – Elinor Torp, Dagens Arbete
- Årets ljud & rörligt –  Förnuft & Känsla, Auto Motor & Sport
- Årets omslag – DI Weekend, nr 37/2020
- Årets skoltidskrift – The Rydberg Tribune, Viktor Rydberg Odenplan, Stockholm
- Årets tidskrift fackpress – Socionomen
- Årets tidskrift populärpress – Travronden
- Sveriges Tidskrifters Stora Pris – James Savage, The Local

## 2022[23]
- Årets design – Johan Holm, c/o HOPS
- Årets granskning – ”Rika villaägare ockuperar allmän mark – med svartbyggd helikopterplatta av Emanuel Hendal och Eigil Söderin, ETC
- Årets grepp – Cards of Qatar, Blankspot
- Årets journalist – Markus Wilhelmson, Vi
- Årets ljud & rörligt – Mordet på facktopparna (podcast), Dagens Arbete
- Årets omslag – Femina nr 11/2021
- Årets skoltidskrift – La Baguette, Svenska skolan i Paris
- Årets tidskrift fackpress – Sveriges Natur, Naturskyddsföreningen
- Årets tidskrift populärpress – Affärsvärlden, AFV Media
- Sveriges Tidskrifters Stora Pris – Bamse